# Forever, Darling
Forever, Darling je americká romantická komedie s prvky fantasy režiséra Alexandra Halla z roku 1956.

## Děj
Pět let po svatbě zažívá manželství Susan (Lucille Ball) a Lorenzo Vegy (Desi Arnaz) značnou krizi. Lorenzo pilně pracuje na vývoji nového insekticidu a takřka zapomíná, že má také nějakou ženu. Po jedné obzvlášť vyhrocené hádce se Susan zjeví její strážný anděl. Nejprve je průhledný, pak ale získá podobu Susanina oblíbeného herce Jamese Masona.
Nejprve s tím Susan nechce mít nic společného, pak ji ale její otec Charles (Louis Calhern) uklidní tím, že podobné zásahy strážných andělů mají v rodině tradici. Susan si tak začne na svého anděla strážného zvykat.
Lorenzovi navrhne výlet, který by byl spojen se zkouškou jeho nového insekticidu. Zde se sice projeví, že Susan není zrovna nejpraktičtější osobou, ale také díky péči strážného anděla se dají Susan s Lorenzem zase dohromady a na příští pracovní cestu do nitra Afriky, kde bude Lorenzo hubit nebezpečný hmyz, se plánují vydat spolu.

## V hlavních rolích
- Lucille Ball - Susan Vega
- Desi Arnaz - Lorenzo Xavier Vega
- James Mason - anděl strážný
- Louis Calhern - Charles Y. Bewell
- John Emery - Dr. Edward R. Winter
- John Hoyt - Bill Finlay
- Natalie Schafer - Millie Opdyke

## Zajímavosti
- Ve filmu si zahráli Louis Calhern a Natalie Schafer, kteří byli v letech 1933-1942 manželé. Louis Calhern zemřel několik měsíců po dokončení filmu.
- Scény z výletu manželů Vegových se natáčely v Yosemitském národním parku.